# 新潟県道560号田沢小栗山線

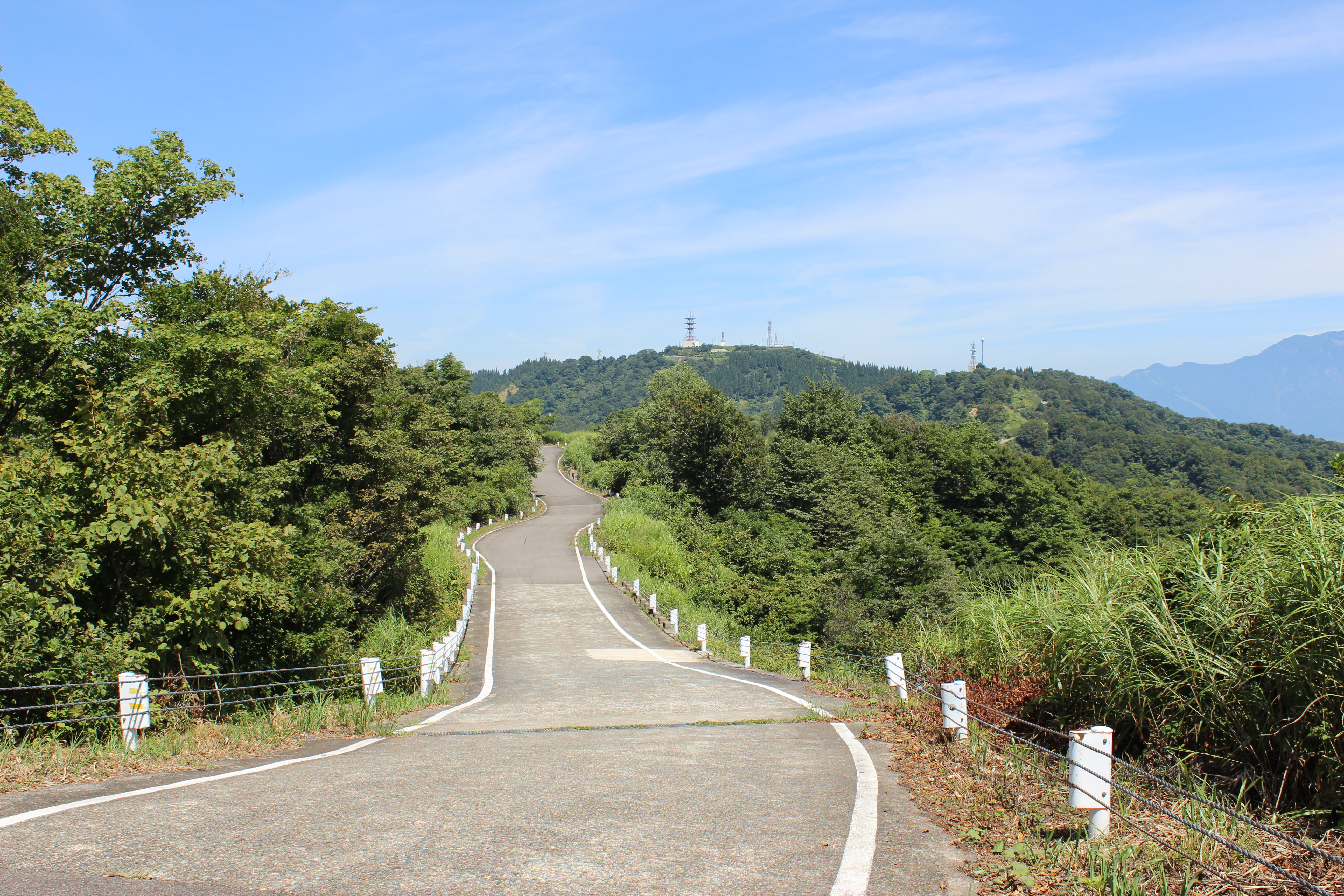
魚沼スカイライン

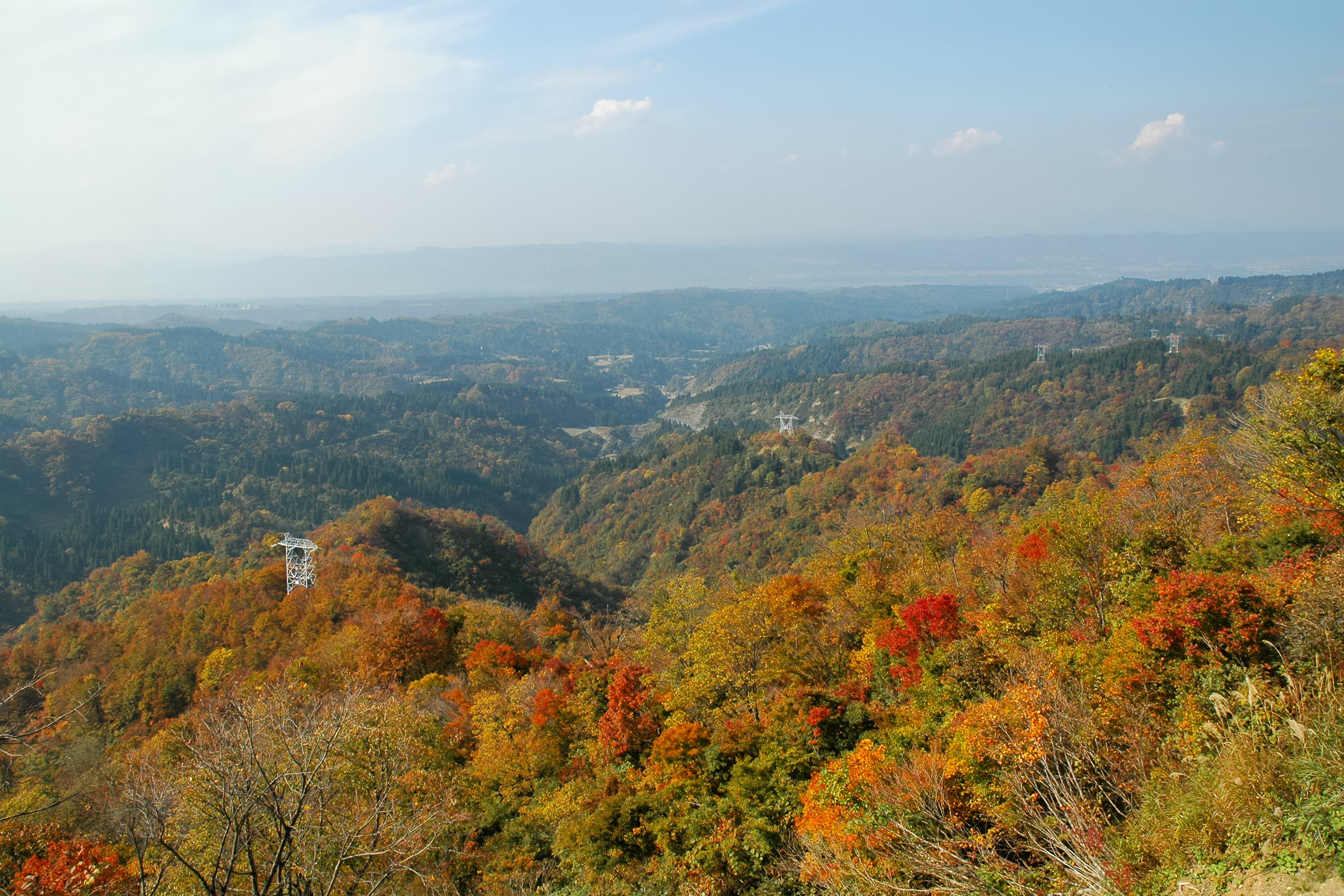
魚沼丘陵

新潟県道560号田沢小栗山線（にいがたけんどう560ごう たざわこぐりやません）は、新潟県十日町市および南魚沼市の一般県道である。通称、魚沼スカイライン（うおぬまスカイライン）。

## 概要
魚沼丘陵の尾根伝いに走る新潟県の一般県道の路線の一つ。国道17号と並走するように、南側の十日町市の十二峠・国道353号と北側の南魚沼市の八箇峠とを結ぶ、十日町盆地や六日町盆地を眺めることのできる眺望道路である。
全体的には1.5車線幅であるが新潟県道76号および新潟県道82号と交差する約2 km区間と、十日町市・南魚沼市道八箇トンネル線との交差点から新潟県道478号との交差点までの区間は、センターラインがある2車線である。稜線区間の十二峠入口と八箇峠入口に案内看板が立てられている。稜線は大型車が通行不可であり、さらに北側は道幅が狭くなる部分がある。11月下旬から5月下旬にかけて冬季閉鎖があり、一部の箇所は上越国際スキー場などゲレンデとして利用されている。

## 景観
魚沼丘陵の十二峠と八箇峠を結ぶ山の尾根沿いにワインディングロードが続き、石打、塩沢、六日町と関越自動車道に沿った盆地の街並が全線にわたり迫力のあるパノラマ風景が広がる。魚沼展望台、十日町展望台、八箇峠見晴台などルート上に5カ所の展望台と駐車場があり、特に十日町展望台付近の小高い丘からは360度に視界が開ける。ルート上にある各展望台からは、石打から南魚沼・塩沢方面の箱庭のような町並みや田園風景を展望できるほか、八海山や越後駒ヶ岳をはじめとする山々を眺望できる。

## 沿革
全国の観光道路開発の機運に乗って、湯沢町三俣の芹沢峠から小出町に至る魚沼丘陵の西山高原地帯の稜線を結ぶ観光道路が1963年（昭和38年）ころに周辺自治体によって計画された。1967年（昭和42年）に県費による補助を受け着工したが、初年度に支給された補助金に見合った予定工事額からの実施不足分を翌年に県から指摘があり不足分に相当する補助金の返還を求められ、さらには各自治体よりブルドーザーを1台ずつ拠出するなど現物出資して負担額を軽減させる策が以降認められなくなるなど、地元負担金が重荷となっていった。計画どおり実現すれば、県が運営する有料道路奥只見シルバーラインと東京方面の苗場エリアを結ぶ一大周遊ルートになるとして期待されていたが、建設費と見込まれる通行料収入が見合わず規模を縮小。事業費が増額されないまま細々と工事を進め、着工より12年後の1979年（昭和54年）十二峠から八箇峠までの約18キロメートルの無料での開通に至った。
- 1964年（昭和39年）2月：2市14町村による魚沼スカイライン期成同盟会が結成[6]
- 1967年（昭和42年）6月：魚沼スカイライン建設協議会設立[6]
- 1969年（昭和44年）5月：地方自治法に基づく一部事務組合に改組のため5市町村で魚沼スカイライン開発組合を発足[6]
- 1976年（昭和51年）9月：十二峠・八箇峠間の約18キロメートルが完工[6]
- 1979年（昭和54年）6月：桝形山付近の危険個所工事が完了し、十二峠・八箇峠間が無料[7]にて正式オープン[6]
- 1981年（昭和56年）：県道に昇格。舗装工事に着手[6]
- 2017年（平成29年）11月25日：国道253号八箇峠道路開通に伴い終点を南魚沼市小栗山字入山2910番75から同市余川字平石2419番20へ変更[8]

### 計画概要
- 起点：新潟県南魚沼郡湯沢町国道17号芝原峠[9]
- 終点：新潟県北魚沼郡小出町[9]
- 延長：58.4 キロメートル[9]
- 他の道路との接続位置と起点からの距離[9]
  - 芝原IC - 国道17号芝原峠（起点）
  - 十二峠IC - 中里村倉下（18.2 km）
  - 八箇峠IC - 十日町八箇（31.4 km）
  - 後山IC - 大和町後山（43.8 km）
  - 小出IC - 小出町向山（58.4 km）
- 構造規格[9]
  - 設計速度 - 乗用車 40 km/h、乗合自動車および貨物自動車 25 km/h
  - 巾員 - 車道巾員 5.5 m、路肩巾員 0.5 m x 2、総巾員 6.5 m
  - 絶対最小曲線半径 - 15 m
  - 最急縦断勾配 - 8 %
- 主要な道路付帯施設と起点からの距離[9]
  - 高津倉山サービスエリア 30.000 m2（10.0 km）
  - 大沢サービスエリア 30.000 m2（21.7 km）
  - 笠置山サービスエリア 25.000 m2（36.5 km）

## 施設命名権
新潟県は2008年（平成20年）4月1日から9月30日までの間、当路線と新潟県道50号小出奥只見線の一部区間（奥只見シルバーライン）の2路線に対する施設命名権の売却先公募を行った。しかし応募企業はなく、売却計画は事実上頓挫した。

## 路線データ
- 起点：新潟県十日町市
- 終点：新潟県南魚沼市余川字平石2419番20[8]
- 延長：18.8km（2016年時点）
- 通称：魚沼スカイライン

### 通過する自治体
- 新潟県
  - 十日町市
  - 南魚沼市

### 交差する道路
- 国道353号：十二峠トンネル十日町口付近（起点）。
- 新潟県道76号十日町当間塩沢線：大沢峠にて。
- 新潟県道82号十日町塩沢線：栃窪峠にて。
- 南魚沼市道八箇トンネル線：八箇トンネル東側。
- 新潟県道478号平石西ノ裏線、南魚沼市道余川上ノ原旧国線[10]：ムイカスノーリゾート入口（終点）。

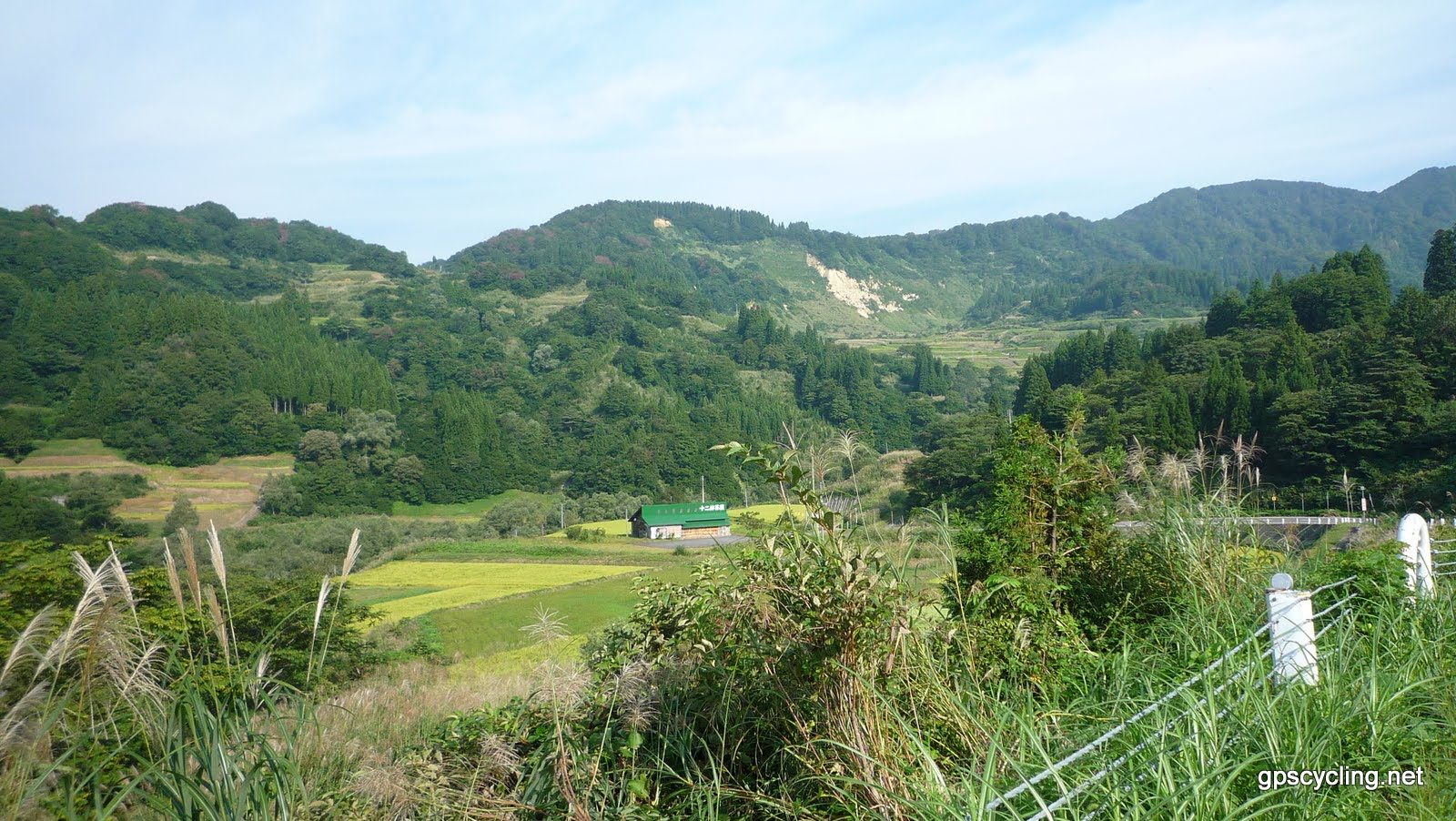
1. 十二峠付近。国道353号と接続（起点。入口は右枠外）
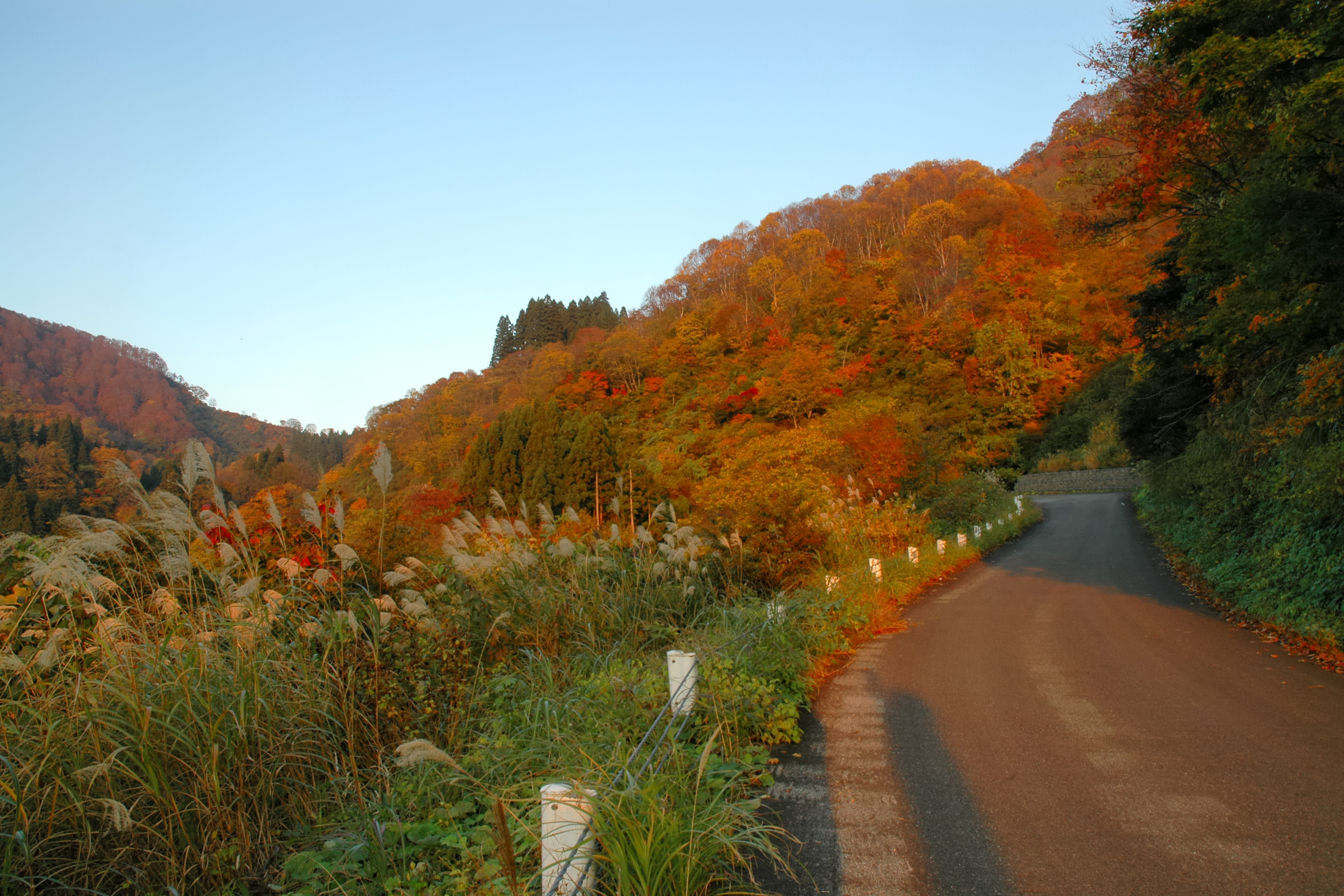
2. 尾根までの登坂路
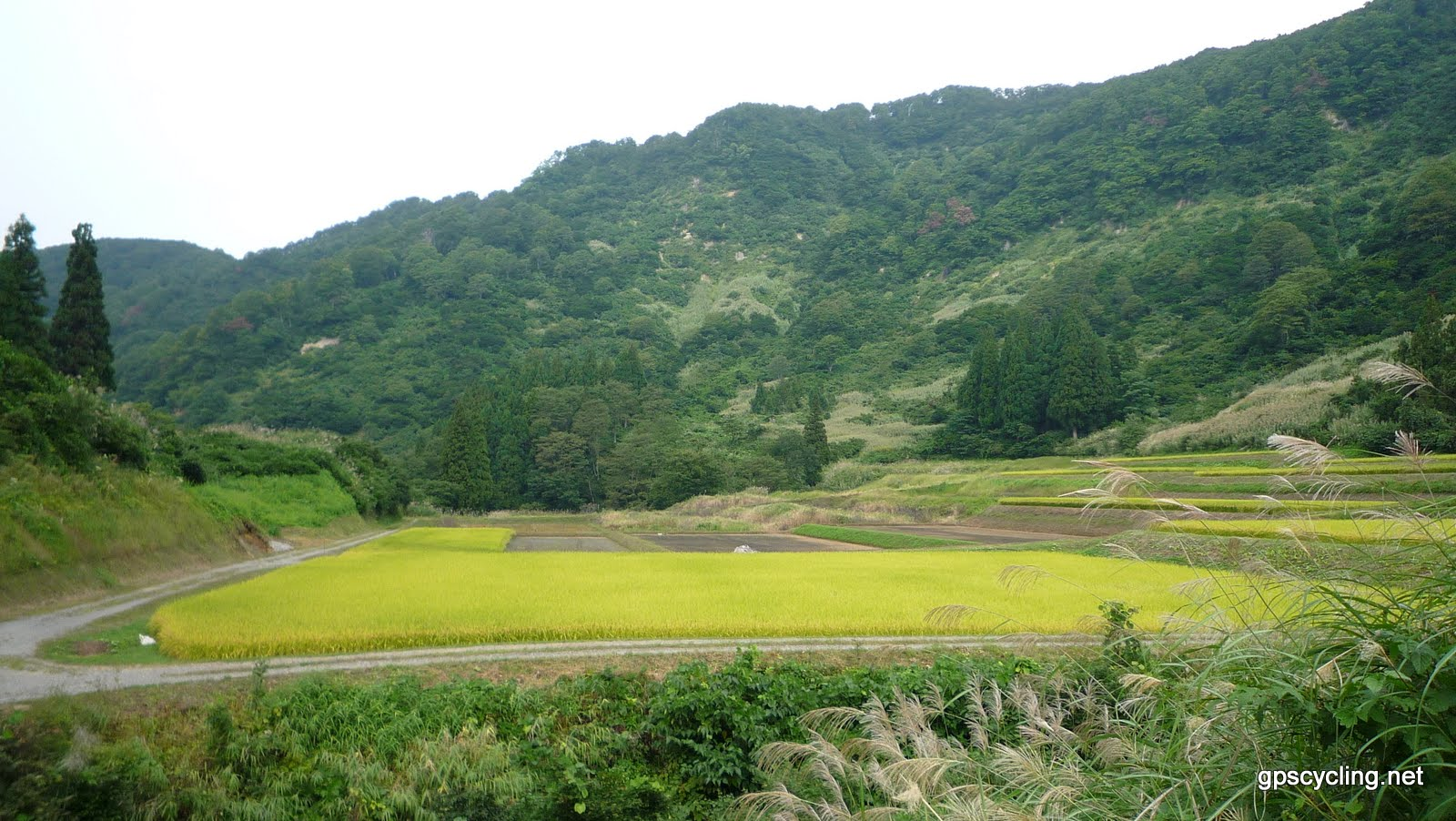
3. 土倉地区の棚田
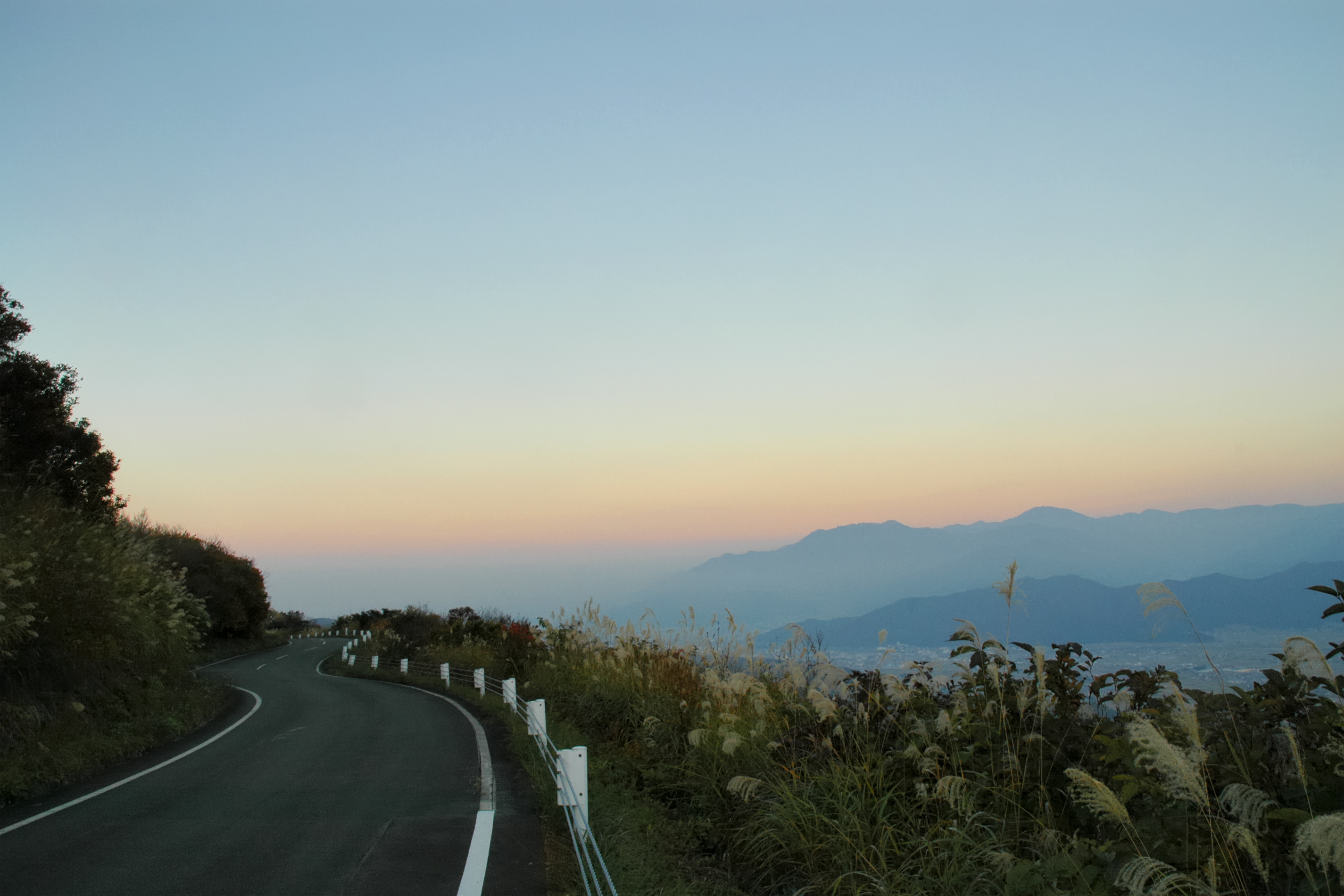
4. 上越国際スキー場美奈ゲレンデ山頂駅付近
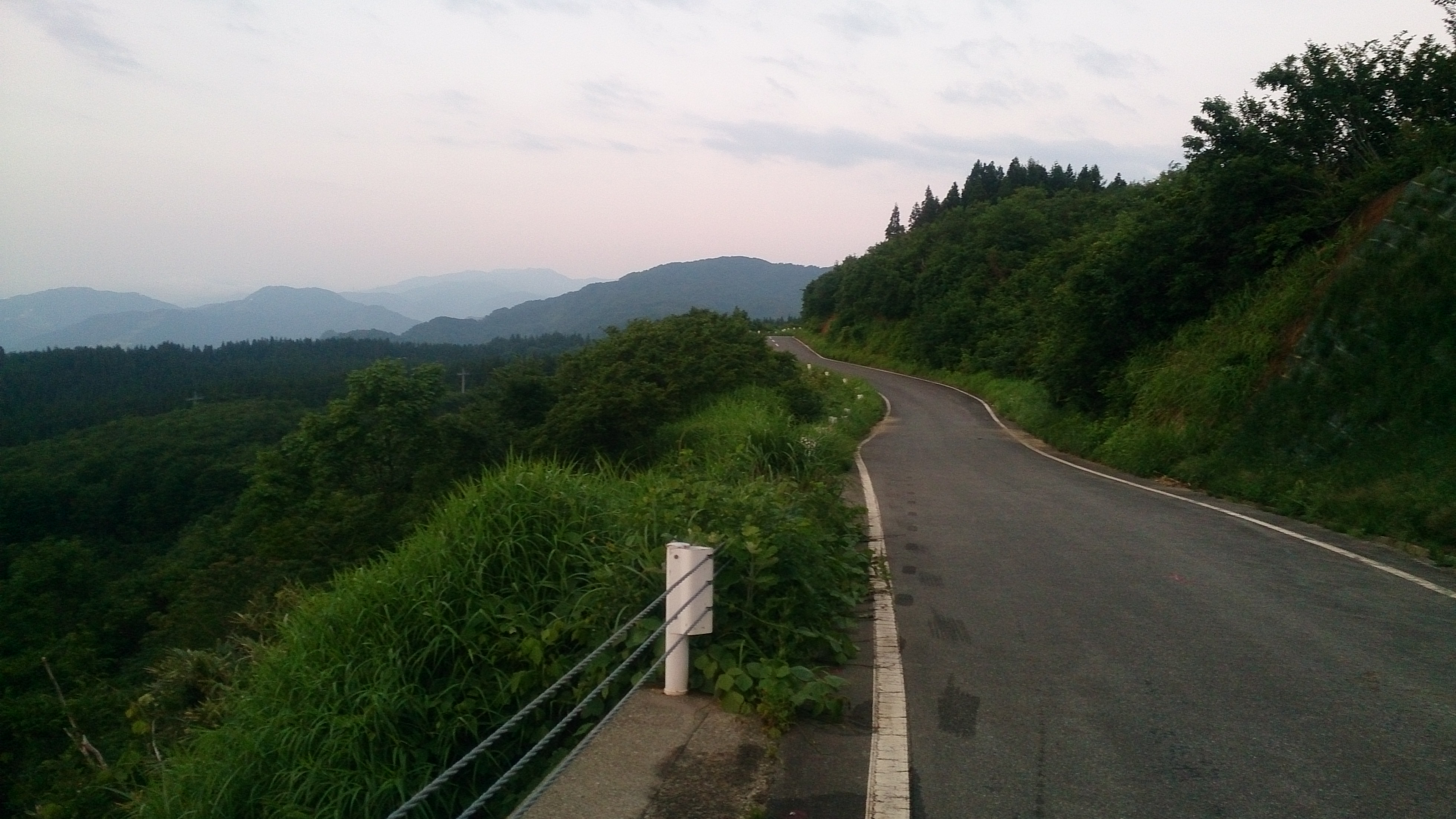
4. 大沢峠方向
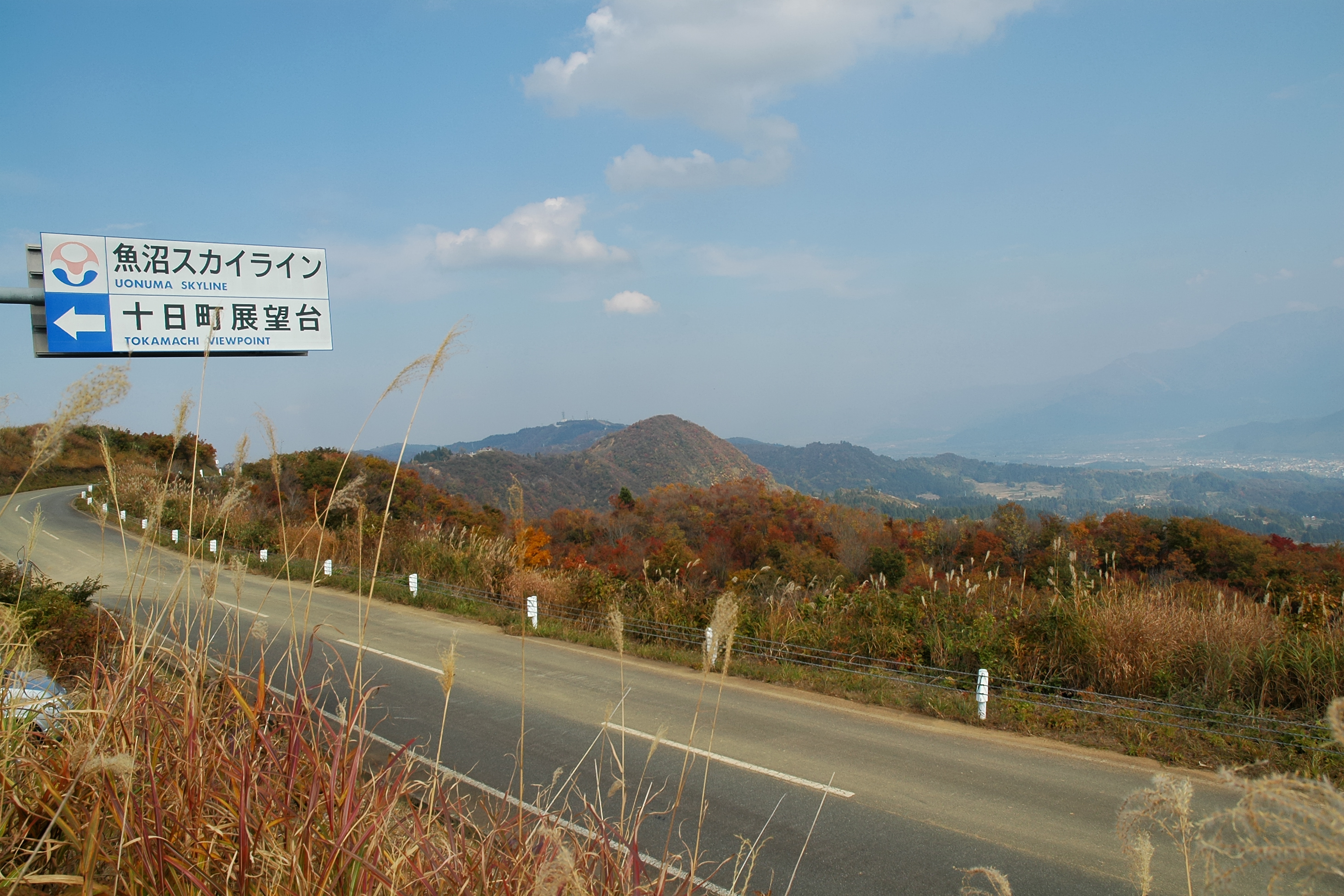
5. 十日町展望台
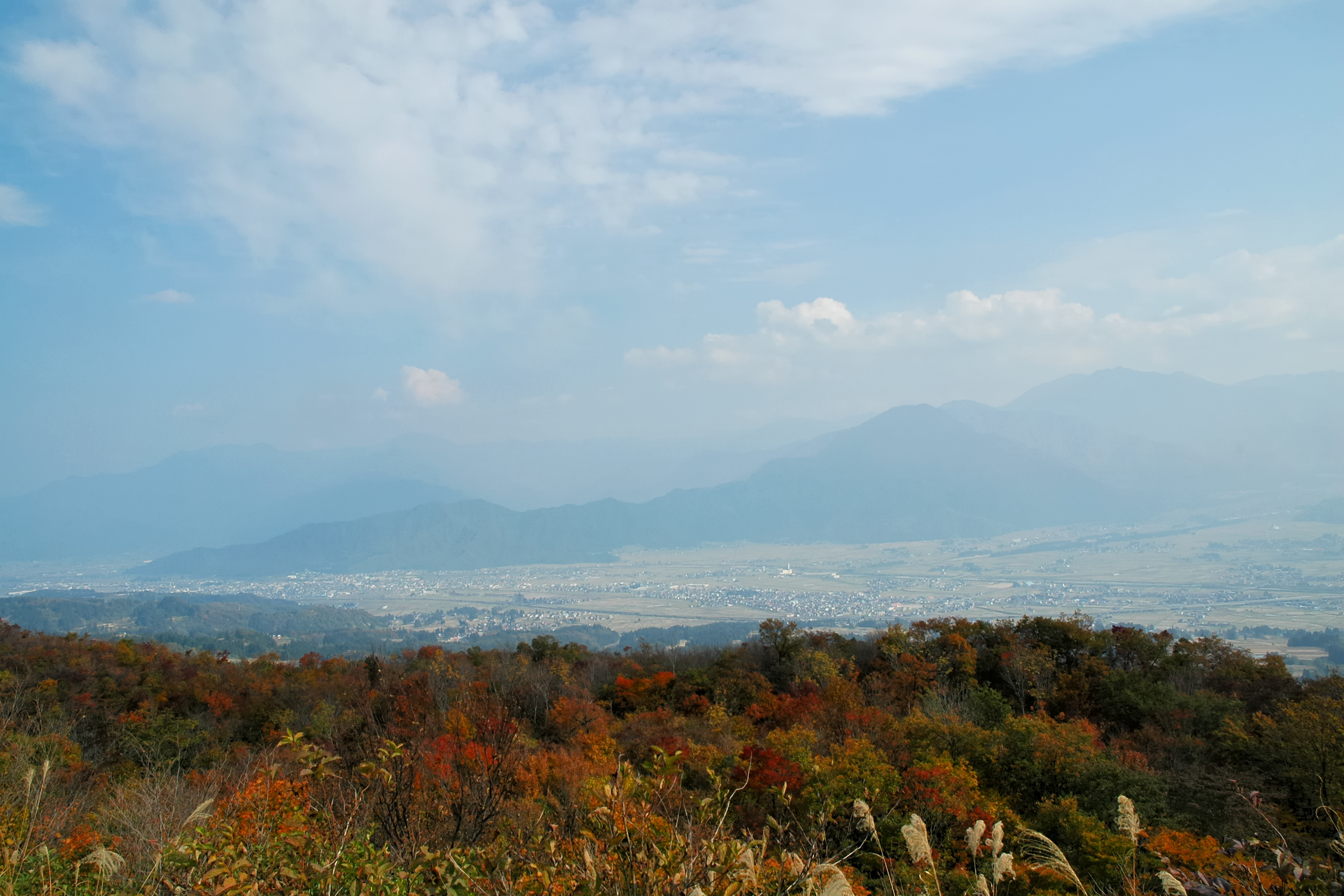
5. 十日町展望台から見下ろす塩沢地区
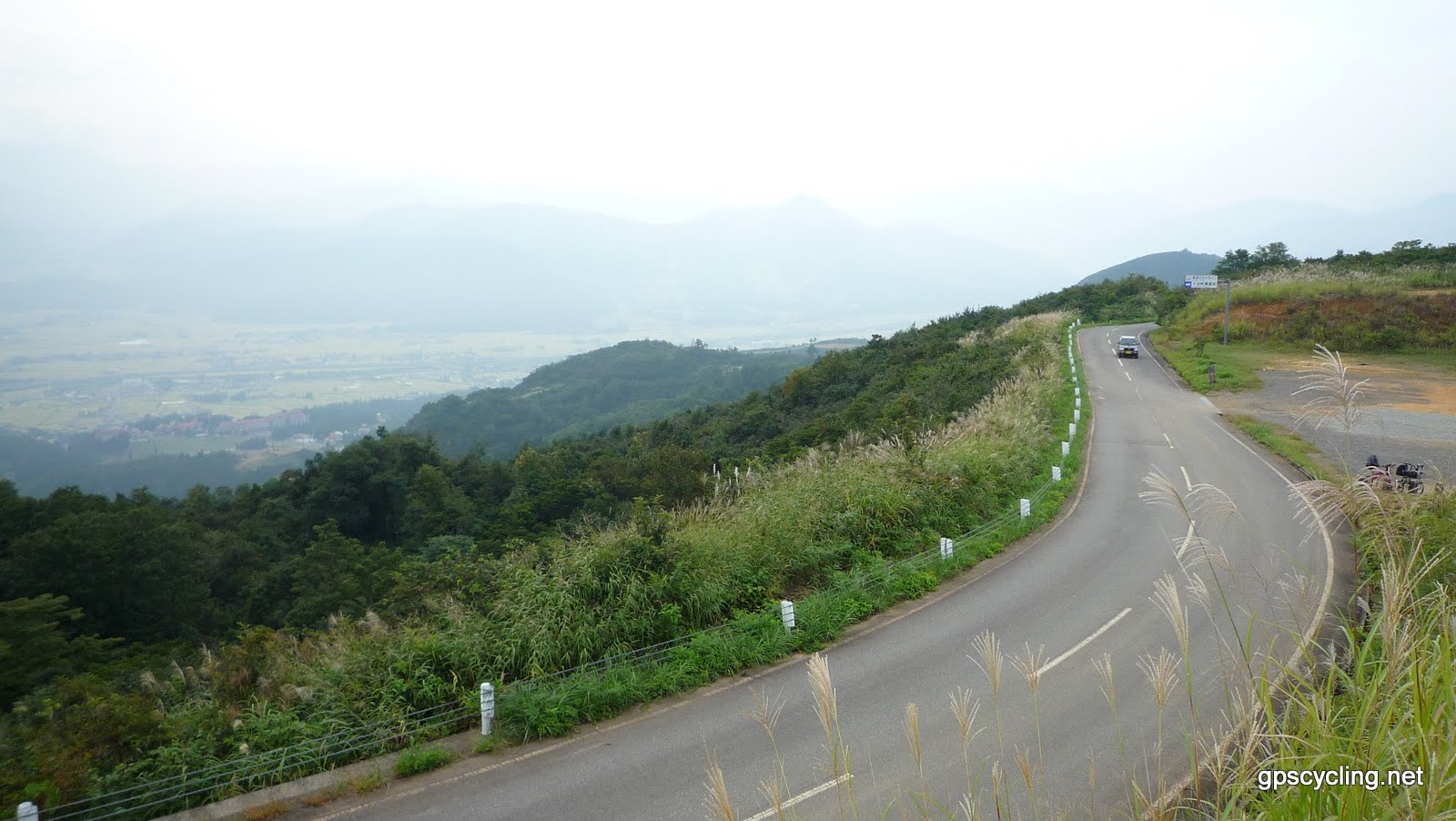
5. 十日町展望台付近
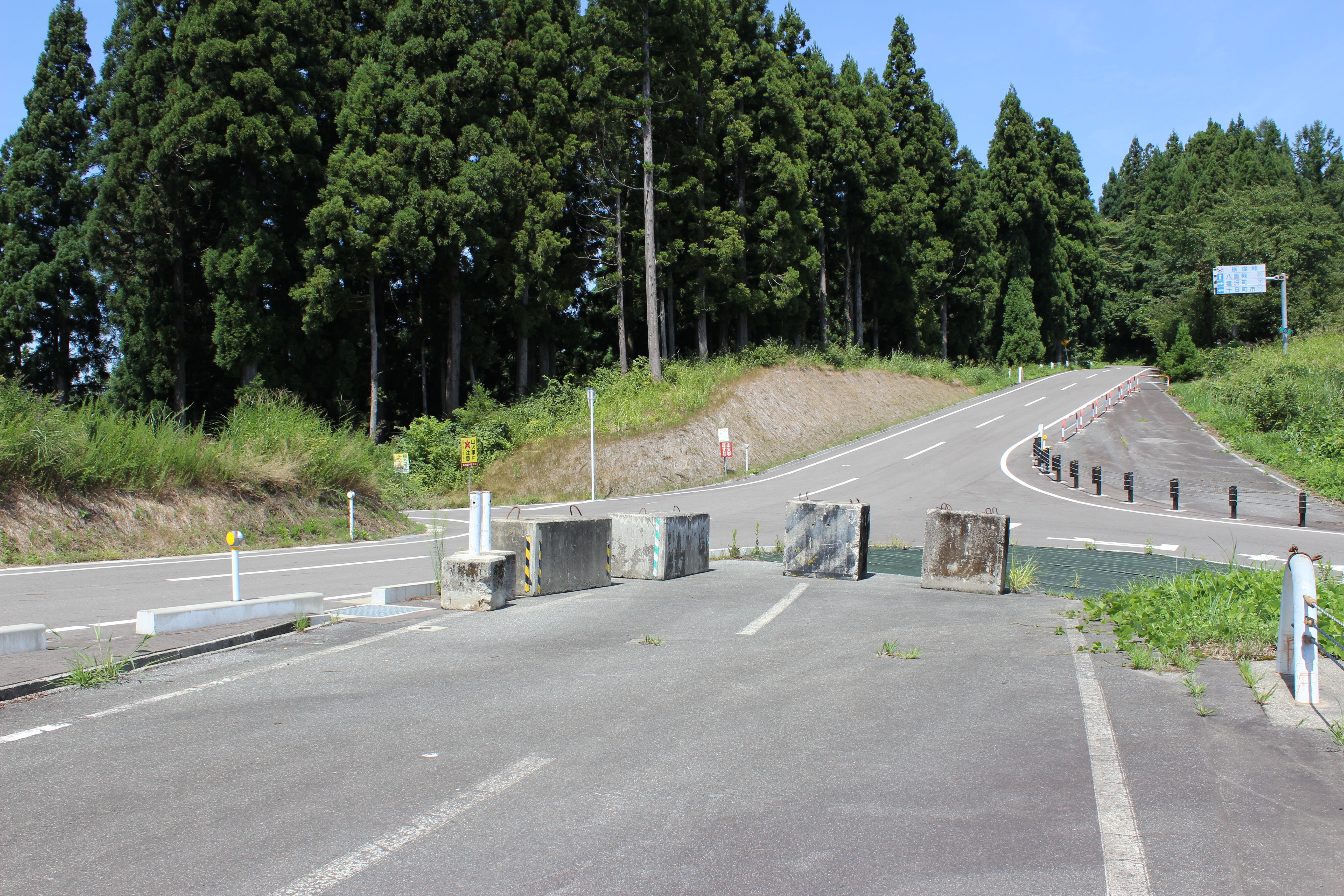
6. 栃窪峠付近。県道82号と交差
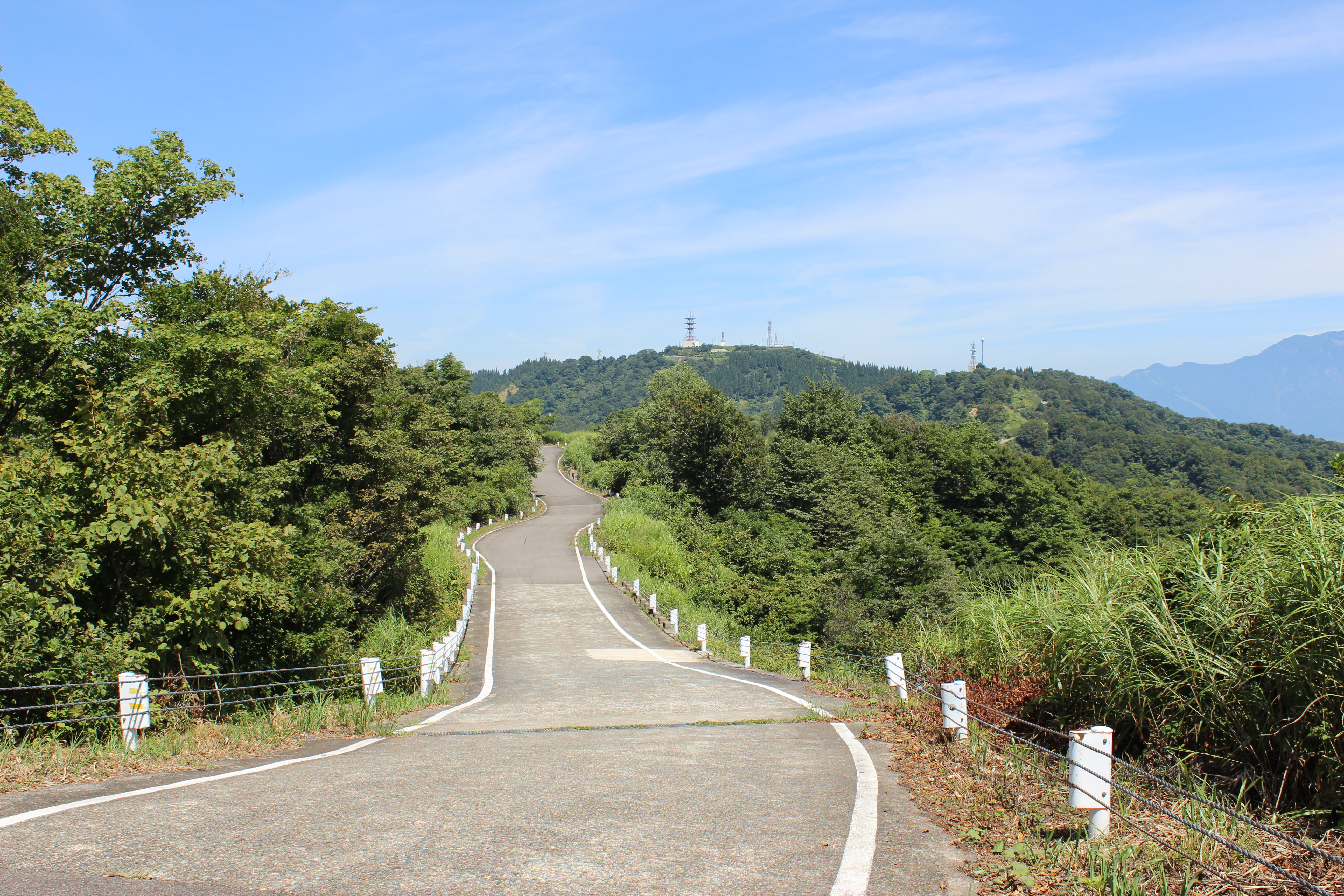
7. 桝形山（遠方）
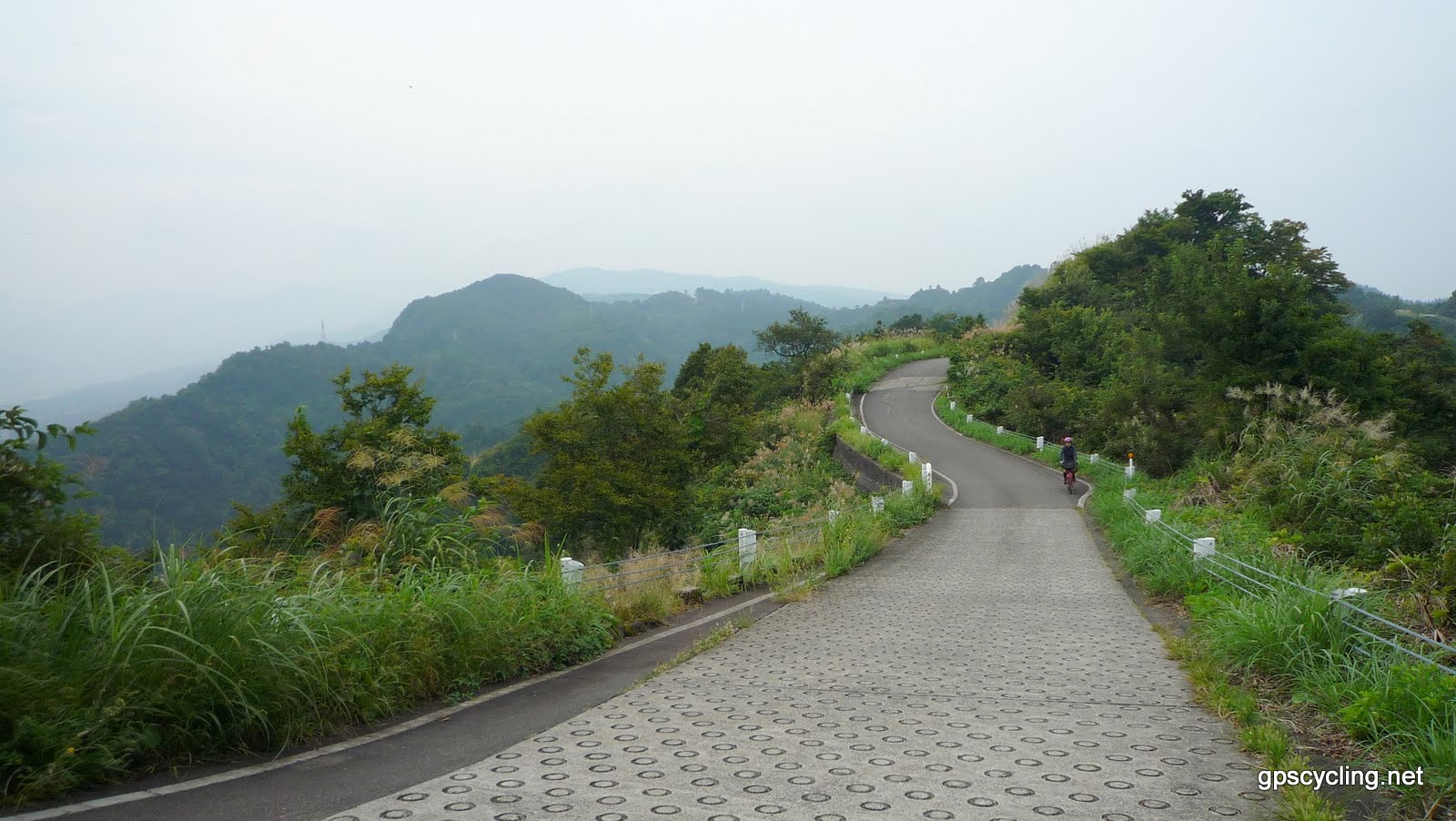
8. 栃窪峠方向
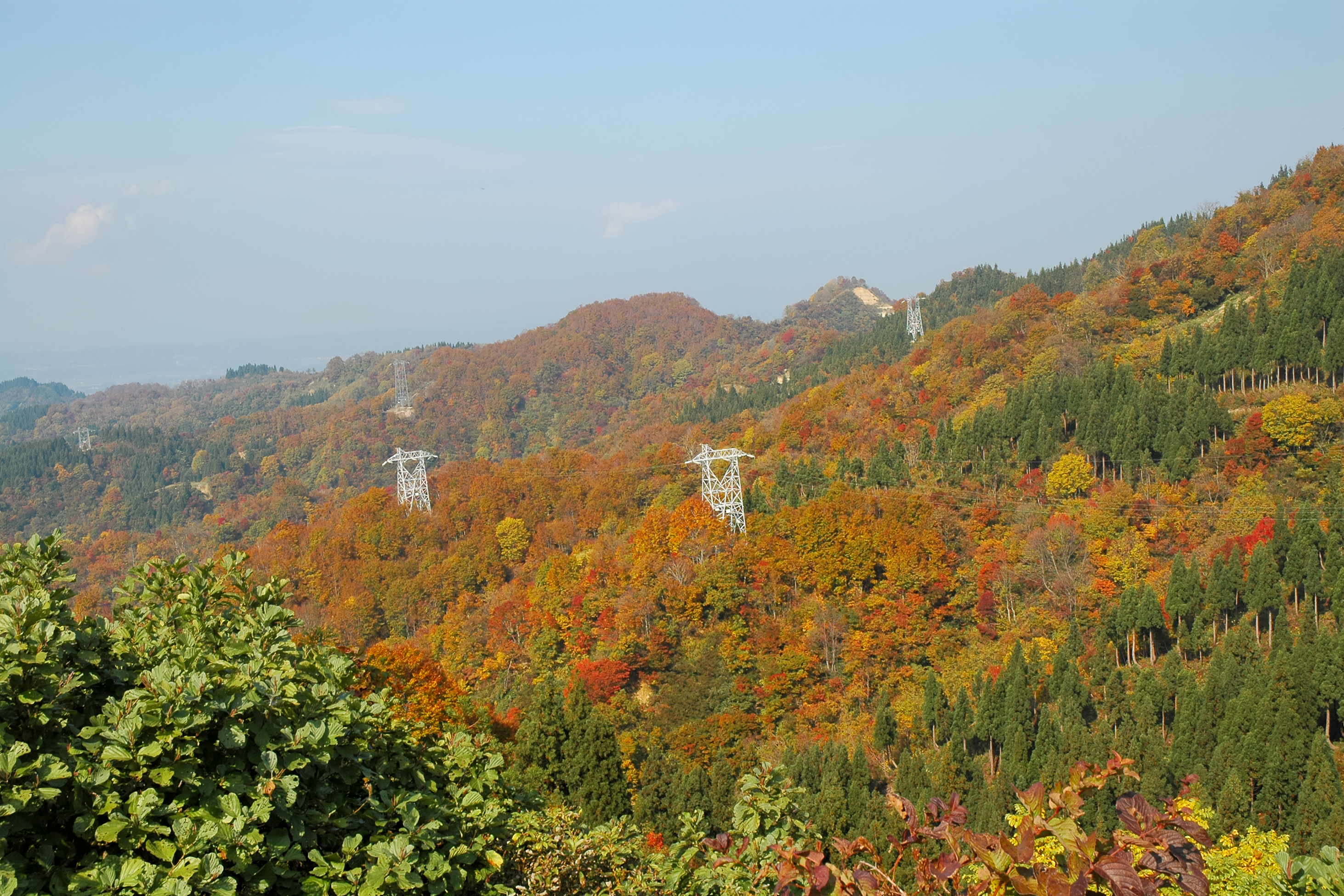
8. 六日町展望台付近
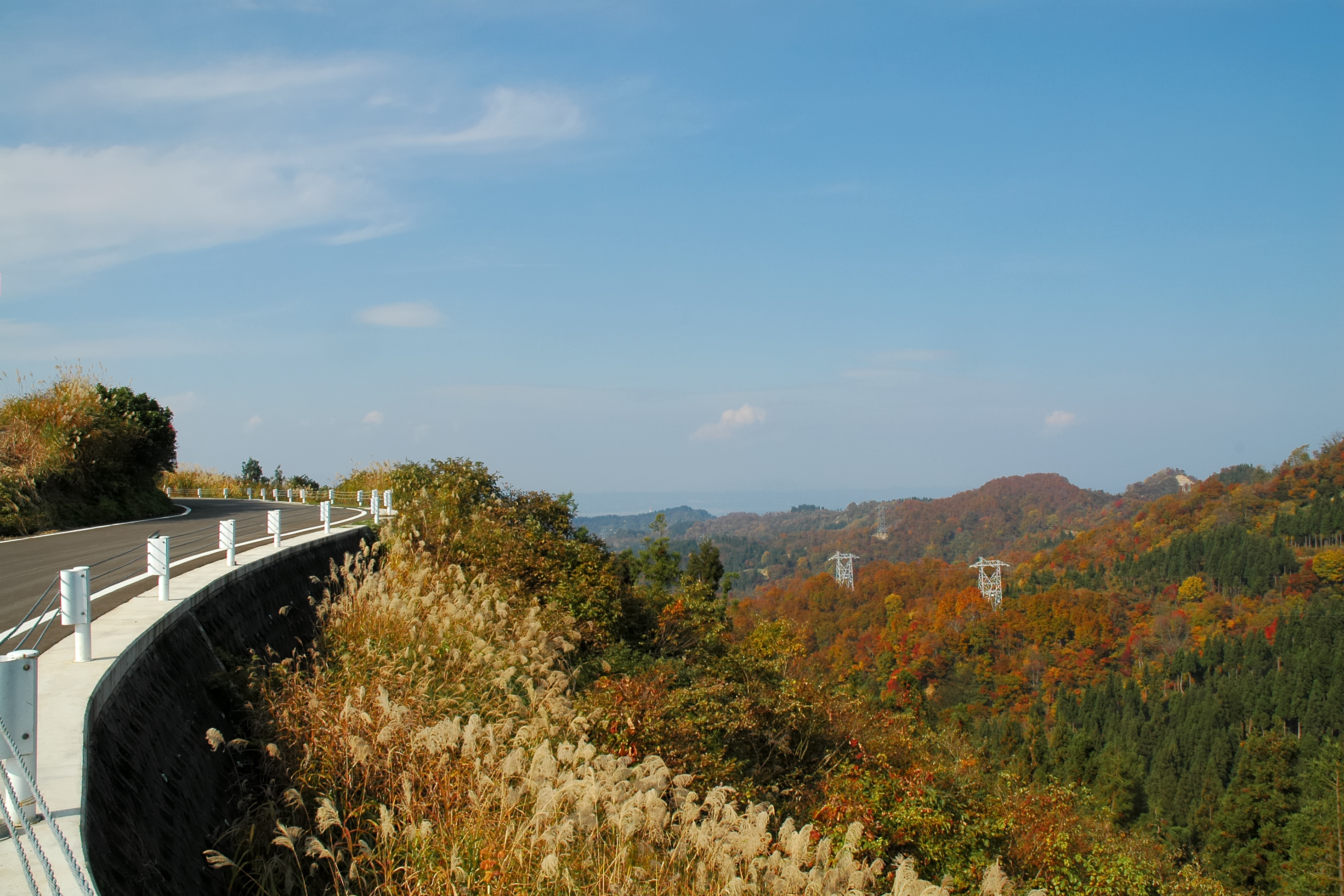
8. 六日町展望台付近
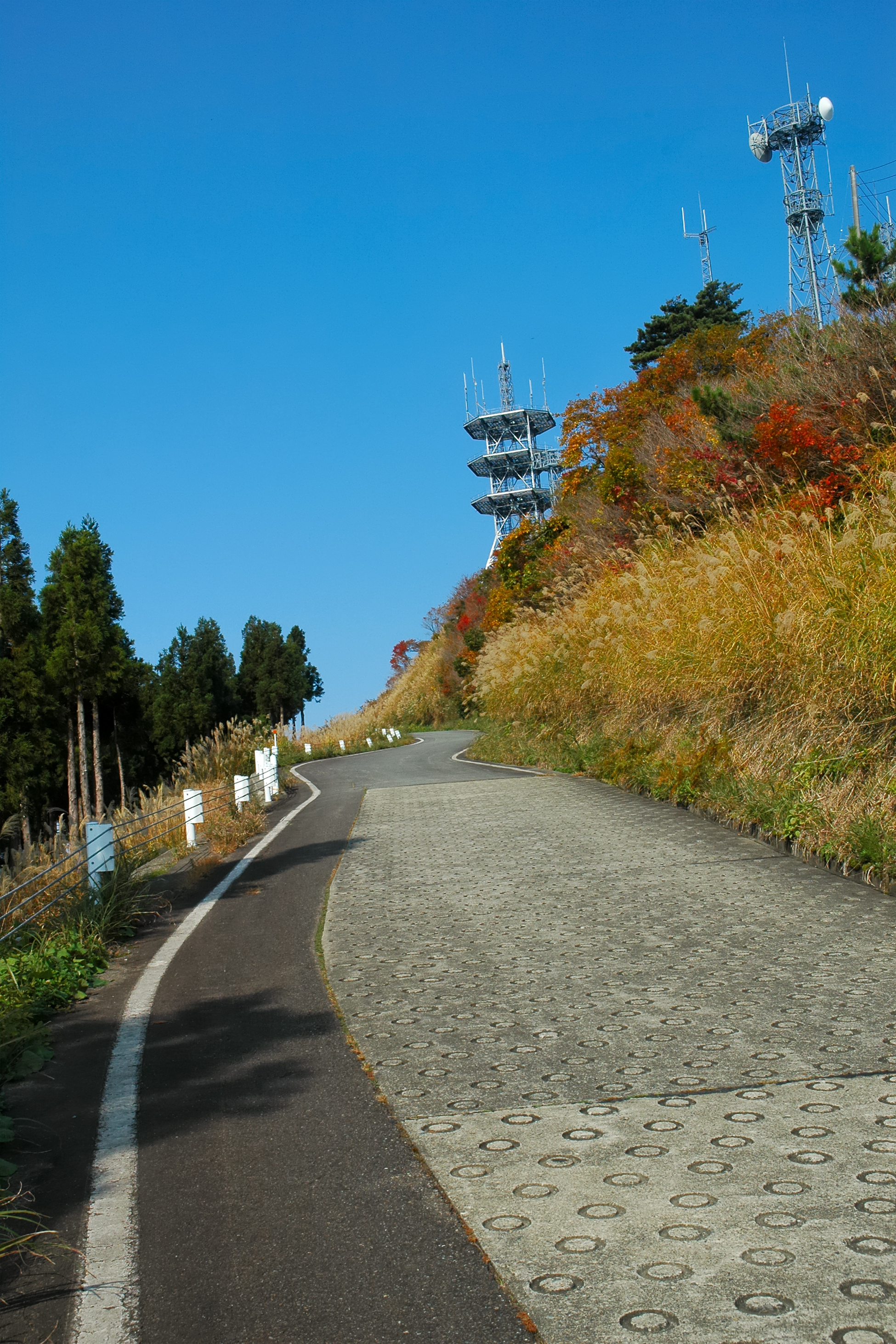
9. 桝形山に建つ通信施設
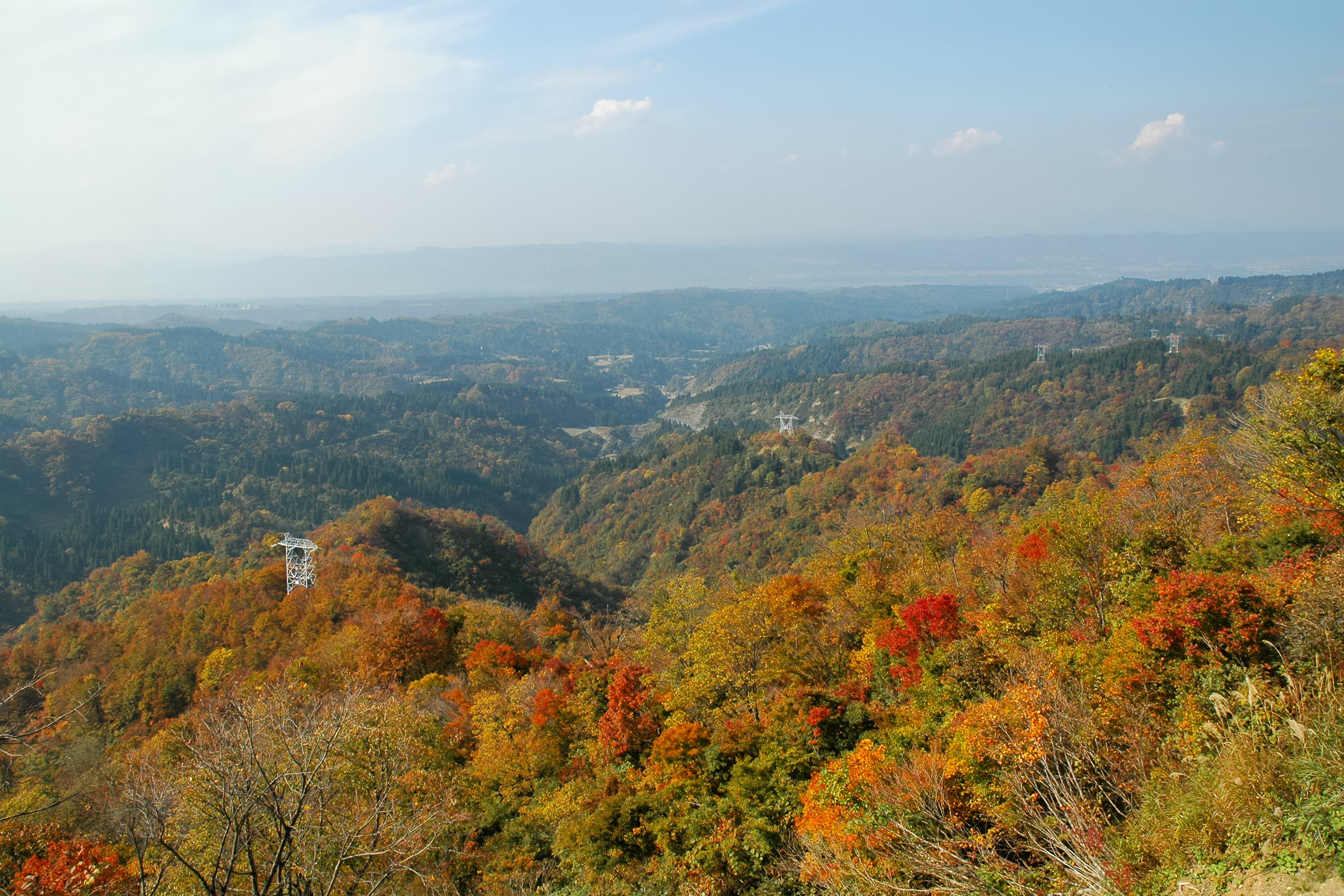
9. 魚沼丘陵（十日町方）
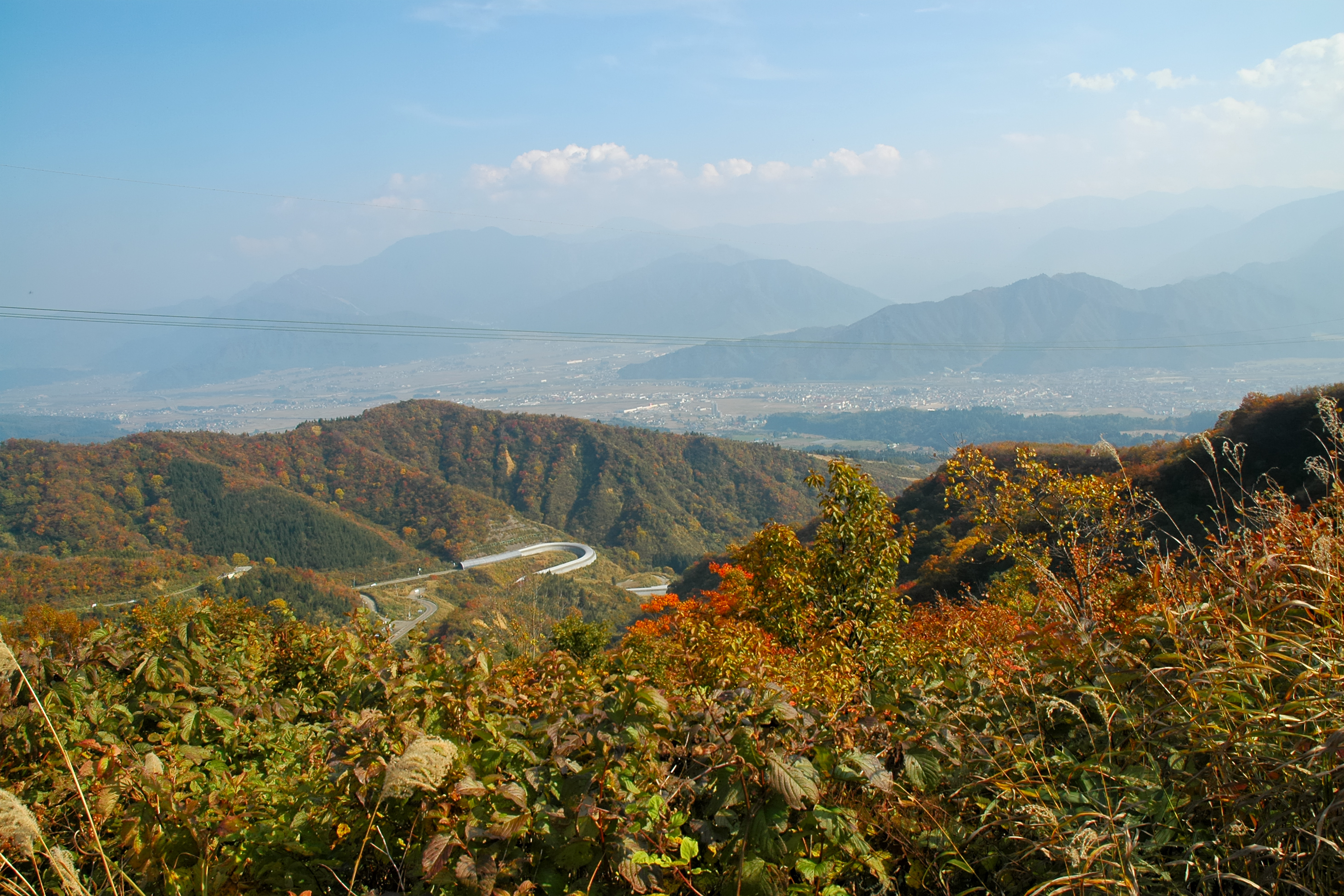
9. 八海山（遠方中央）
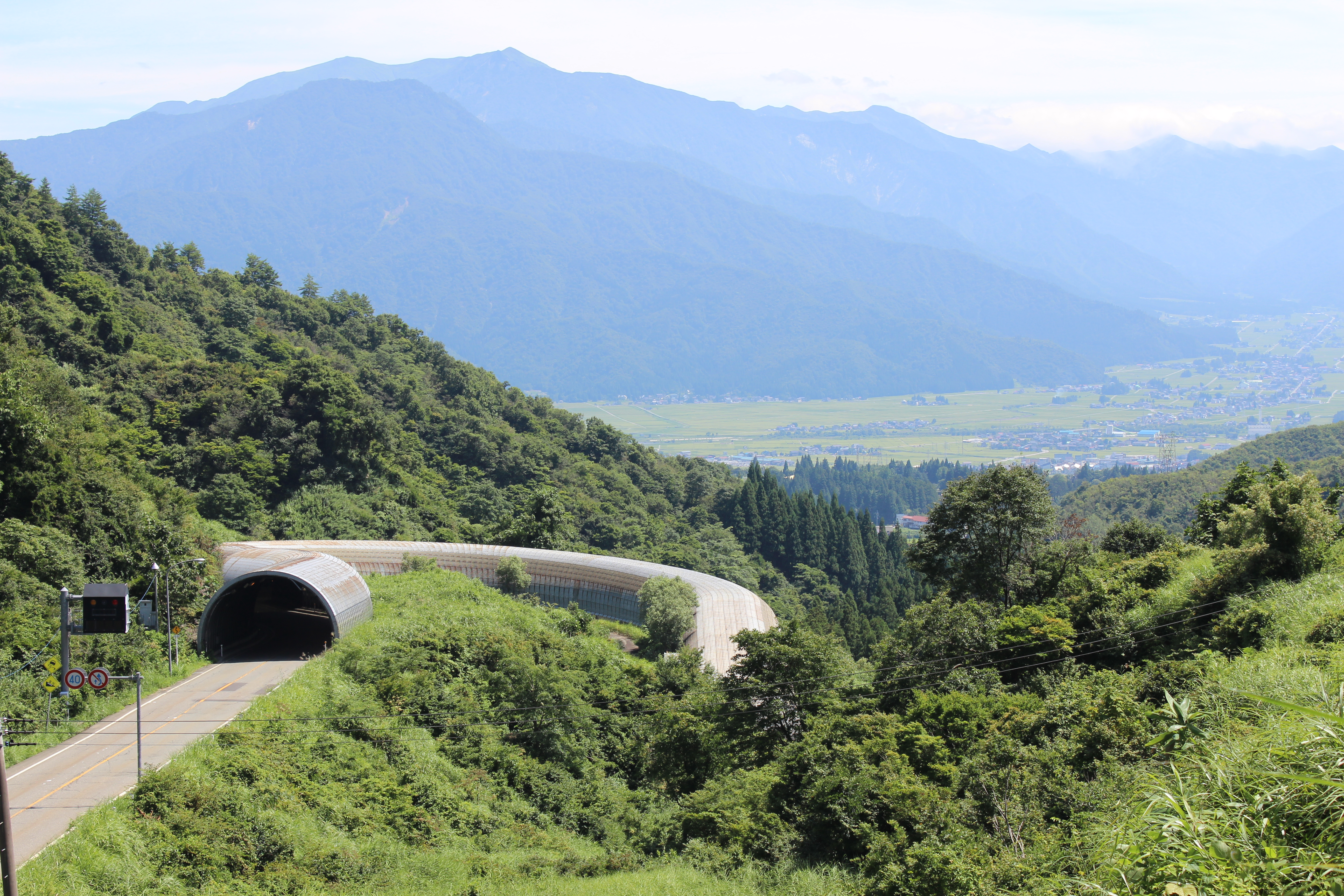
10. 小栗山（こぐりやま）スノーシェルター